# Carlos Ryder
Carlos A. Ryder (nacido Charles A. Ryder) fue un arquitecto inglés que trabajó en Buenos Aires a fines del siglo XIX.
A pesar de la falta de datos biográficos sobre Ryder, se conocen un conjunto de obras de su autoría, entre las cuales se destacan grandes residencias para las familias de la clase alta porteña, y templos para la comunidad británica. Se sabe que en 1874 proyectó junto a su compatriota Edwin Merry la Primera Iglesia Metodista en Buenos Aires, aún en pie en la Avenida Corrientes. También en equipo con Merry, diseñaron la Iglesia Anglicana de la Santísima Trinidad, en terrenos de la actual localidad bonaerense de Lomas de Zamora, inaugurada en 1873.
Por otro lado, fue proyectista del Palacio Miraflores, construido en 1886 para la familia Dorrego-Ortiz Basualdo en el pueblo de San José de Flores, actual barrio de Flores, que permanecería como décadas transformado en sede del Club de Flores y luego la Junta de Estudios Históricos, hasta su demolición en 1946. Para el ingeniero Alejandro Hume, diseñó hacia 1890 la lujosa casona hoy conocida como Residencia Maguire, que sigue en pie en la esquina de Avenida Alvear y Rodríguez Peña. En el ángulo opuesto sobrevive otra mansión adjudicada a Ryder, el viejo Palacio Casey, hoy Casa Nacional de la Cultura.

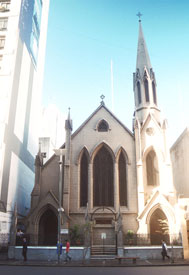
La Primera Iglesia Metodista (1874)
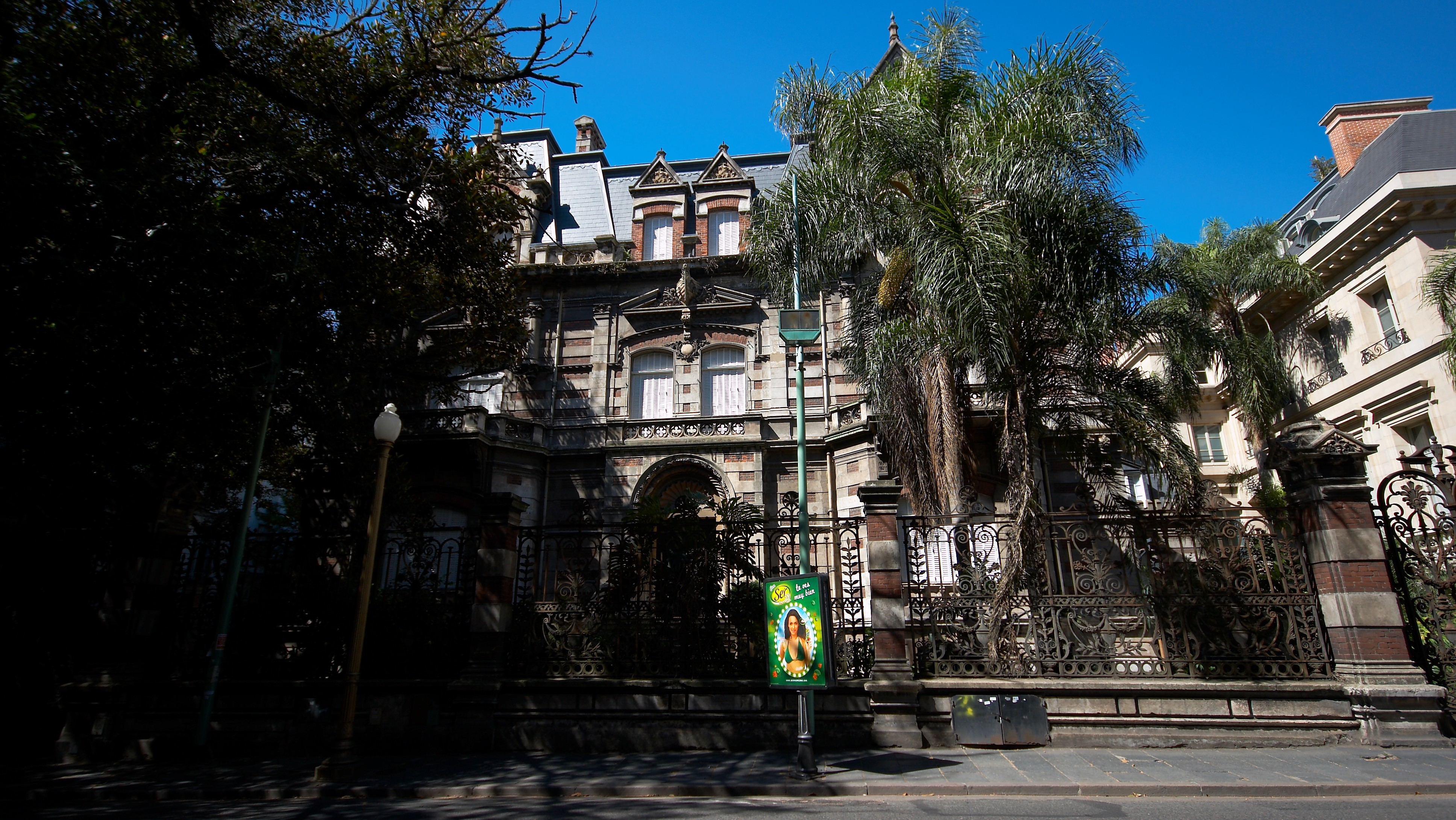
Residencia Hume (ca. 1890)

- Datos: Q5751672